# Маковиште (Чукичи)
Маковиште (рум. Macoviște) насеље је у Румунији у округу Караш-Северин у општини Чукичи. Oпштина се налази на надморској висини од 147 m.

## Становништво
Према подацима из 2002. године у насељу је живело 173 становника, од којих су сви румунске националности.